# Cascadia Cup
La Cascadia Cup è un trofeo calcistico creato nel 2004 dai tifosi di Portland Timbers, Seattle Sounders e Vancouver Whitecaps, e che viene assegnato ogni anno ai tifosi della migliore squadra dell'area Nord-ovest Pacifico, storicamente chiamata anche Cascadia. Le tre partecipanti hanno una rivalità più che decennale, iniziata quando esse giocavano nella NASL e proseguita poi anche dopo il fallimento della stessa. La prima edizione della coppa è stata disputata nel 2004, quando i tre club facevano parte della USL, ed ha visto la vittoria dei Whitecaps. Con il passaggio dei Seattle Sounders alla MLS nel 2009, il trofeo è stato conteso solamente da Timbers e Whitecaps fino al 2011, anno in cui anch'essi si sono unite alla massima lega calcistica statunitense. A causa della pandemia di COVID-19, nella stagione 2020 la Cascadia Cup non è stata assegnata.
Trattandosi di un trofeo creato e gestito dai tifosi per mezzo del Cascadia Cup Council, non è la squadra vincitrice a ricevere la coppa a fine stagione, bensì i suoi tifosi, i quali possono mantenerla fino alla stagione successiva.

## Formula
Il vincitore viene decretato in base all'esito degli scontri diretti tra le tre partecipanti al termine della regular season della MLS. A contare sono, nell'ordine, i seguenti criteri:
- Maggior numero di punti conquistati nelle partite valide per la Cascadia Cup (vittoria = 3 punti, pareggio = 1 punto, sconfitta = 0 punti).
- Maggior numero di punti conquistati negli scontri diretti tra le squadre a pari punti.
- Miglior differenza reti negli scontri diretti tra le squadre a pari punti.
- Maggior numero di reti segnate negli scontri diretti tra le squadre a pari punti.
- Riapplicare gli stessi criteri se due o più squadre sono ancora in parità.
- Miglior differenza reti nelle partite valide per la Cascadia Cup.
- Maggior numero di reti segnate nelle partite valide per la Cascadia Cup.
- Minor numero di punti disciplinari nelle partite valide per la Cascadia Cup (cartellino giallo = 1 punto, cartellino rosso = 2 punti).

## Albo d'oro

### Era MLS
| Anno | Campione            | Secondo             | Terzo               |
| ---- | ------------------- | ------------------- | ------------------- |
| 2011 | Seattle Sounders    | Portland Timbers    | Vancouver Whitecaps |
| 2012 | Portland Timbers    | Seattle Sounders    | Vancouver Whitecaps |
| 2013 | Vancouver Whitecaps | Portland Timbers    | Seattle Sounders    |
| 2014 | Vancouver Whitecaps | Seattle Sounders    | Portland Timbers    |
| 2015 | Seattle Sounders    | Vancouver Whitecaps | Portland Timbers    |
| 2016 | Vancouver Whitecaps | Portland Timbers    | Seattle Sounders    |
| 2017 | Portland Timbers    | Seattle Sounders    | Vancouver Whitecaps |
| 2018 | Seattle Sounders    | Vancouver Whitecaps | Portland Timbers    |
| 2019 | Seattle Sounders    | Portland Timbers    | Vancouver Whitecaps |
| 2020 | non assegnata       | non assegnata       | non assegnata       |
| 2021 | Seattle Sounders    | Portland Timbers    | Vancouver Whitecaps |
| 2022 | Portland Timbers    | Vancouver Whitecaps | Seattle Sounders    |
| 2023 | Vancouver Whitecaps | Portland Timbers    | Seattle Sounders    |
| 2024 | Portland Timbers    | Seattle Sounders    | Vancouver Whitecaps |

### Era USL
| Anno | Campione            | Secondo             | Terzo            |
| ---- | ------------------- | ------------------- | ---------------- |
| 2004 | Vancouver Whitecaps | Portland Timbers    | Seattle Sounders |
| 2005 | Vancouver Whitecaps | Portland Timbers    | Seattle Sounders |
| 2006 | Seattle Sounders    | Vancouver Whitecaps | Portland Timbers |
| 2007 | Seattle Sounders    | Vancouver Whitecaps | Portland Timbers |
| 2008 | Vancouver Whitecaps | Seattle Sounders    | Portland Timbers |

### Era USL/MLS
| Anno | Campione         | Secondo             |
| ---- | ---------------- | ------------------- |
| 2009 | Portland Timbers | Vancouver Whitecaps |
| 2010 | Portland Timbers | Vancouver Whitecaps |

### Titoli per squadra
| Club                | Titoli | Era MLS | Anno                                     |
| ------------------- | ------ | ------- | ---------------------------------------- |
| Seattle Sounders    | 7      | 5       | 2006, 2007, 2011, 2015, 2018, 2019, 2021 |
| Vancouver Whitecaps | 7      | 4       | 2004, 2005, 2008, 2013, 2014, 2016. 2023 |
| Portland Timbers    | 6      | 4       | 2009, 2010, 2012, 2017, 2022, 2024       |

## Altri titoli
Essendo Cascadia Cup anche il nome della lunghissima rivalità che intercorre tra questi tre club, ecco una panoramica dei titoli vinti da essi tra tutte le competizioni a cui hanno partecipato.
| Squadra             | Campionati MLS | MLS Supporters' Shield | U.S. Open Cup | Canadian Championship | CONCACAF Champions League | Titoli NASL | USL First Division | Canadian Soccer League | Totale |
| ------------------- | -------------- | ---------------------- | ------------- | --------------------- | ------------------------- | ----------- | ------------------ | ---------------------- | ------ |
| Portland Timbers    | 1              | 0                      | 0             | /                     | 0                         | 0           | 0                  | /                      | 1      |
| Seattle Sounders    | 2              | 1                      | 4             | /                     | 1                         | 0           | 4                  | /                      | 12     |
| Vancouver Whitecaps | 0              | 0                      | /             | 4                     | 0                         | 1           | 2                  | 4                      | 11     |

I Potland Timbers hanno inoltre vinto l'MLS is Back Tournament, competizione calcistica disputata eccezionalmente durante la pandemia di COVID-19.